# Oxum Niquê
Marieta Vitória Cardoso (m. Rio de Janeiro, 26 de fevereiro de 1984), comumente referida pelo seu nome religioso Oxum Niquê (Oxum Niké), foi uma importante candomblecista da Bahia que serviu como a sétima ialorixá da Casa Branca do Engenho Velho (Ilê Axé Iá Nassô Ocá). Foi durante sua administração que se iniciou o processo de tombamento do terreiro.

## Vida
Marieta Vitória Cardoso, a Oxum Niquê (Oxum Niké), assumiu a posição ialorixá da Casa Branca do Engenho Velho (Ilê Axé Iá Nassô Ocá), sendo ela a sétima ocupante do posto, em sucessão de Maria Deolinda Gomes dos Santos, a Papai Oquê. Sua gestão transcorreu de 1968 a 1984. Foi sucedida pela filha da antecessora, Altamira Cecília dos Santos, a Mãe Tatá Oxum Tomilá, após um interregno de um ano no qual quem administrou Casa Branca foi a iaquequerê Juliana da Silva Baraúna na condição de ialaxé. Seu orixá de filiação era Oxum.
Em 20 de fevereiro de 1983, seu nome foi honorariamente incluído na lista de envolvidos na comissão da Diretoria de Patrimônio que havia sido criado em Salvador, por influência do então prefeito Renan Baleeiro (1981–1983), para decidir o destino de monumentos históricos da cidade, particularmente a Casa Branca. Sua posição na comissão era titular, pois desde o começo de 1982 se ausentou para o Rio de Janeiro em tratamento de saúde, onde faleceria em 26 de fevereiro de 1984. Pouco tempo após sua morte, concluíram as deliberações que acarretaram no tombamento da Casa Branca como Patrimônio Cultural Brasileiro junto ao Instituto do Patrimônio Histórico e Artístico Nacional (IPHAN).